# Ariobarzane III di Cappadocia
Ariobarzane III Eusebio Filoromano (in greco antico: Ἀριοϐαρζάνης Εὐσεϐής Φιλορώμαιος, Ariobarzánēs Eusebḗs Philorṓmaios, «devoto, amico dei Romani»; ... – 43 a.C./42 a.C.) figlio di Ariobarzane II, fu re di Cappadocia dal 51 a.C. circa fino al 42 a.C..
Il senato romano conveniva che egli dovesse essere il successore di suo padre, e Cicerone, proconsole della Cilicia, richiamava l'attenzione sui tanti nemici di cui Ariobarzane era circondato, non esclusa sua madre. Inizialmente forte sostenitore di Pompeo, egli venne mantenuto nella sua posizione anche dopo che Giulio Cesare vinse la guerra civile a Roma, ottenendo inoltre l'allargamento del suo territorio con l'annessione dell'Armenia Minore. Il cesaricida Cassio Longino lo fece giustiziare nel 42 a.C. poiché non avrebbe permesso più l'intervento romano nel suo regno.